# Number Twenty Nine Lower Fitzwilliam Street
Number Twenty Nine Lower Fitzwilliam Street (irisch Uimhir Fiche a Naoi Sráid Mhic Liam Íochtarach) war ein Museum in Dublin.
Das Museum bestand aus einem Stadthaus mit der Adresse Number Twenty Nine Lower Fitzwilliam Street und wollte das Alltagsleben seiner Bewohner in den Jahren 1790 bis 1820 aufzeigen, also im Georgianischen Dublin.
Number 29, wie es auch genannt wird, wurde 1991 zur Feier Dublins als Kulturhauptstadt Europas eröffnet. Seine Betreiber sind das Electricity Supply Board und das National Museum of Ireland.
Das Museum wurde im Jahr 2021 dauerhaft geschlossen.